# Loa loa
Loa loa là một loài giun chỉ gây bệnh giun chỉ Loa loa. Nó thường được gọi là Giun mắt. Phân bố địa lý của nó bao gồm châu Phi và Ấn Độ.
L. loa là một trong ba loài giun tròn ký sinh trùng gây ra bệnh giun chỉ dưới da ở người. Hai loài giun chỉ khác là Mansonella streptocerca và Onchocerca volvulus.
Ấu trùng trưỡng thành và con trưỡng thành của giun mắt chiếm lớp dưới da của da - lớp chất béo - của con người, gây ra bệnh. Ấu trùng non phát triển trong ruồi trâu của chi Chrysops bao gồm cả loài C. dimidiata và C. silacea, mà lây sang người bằng cách cắn.